# Urbain Audibert
Urbain Audibert (Tarascona, 27 febbraio 1789 – 22 luglio 1846) è stato un botanico francese.
Raccolse le piante nelle vicinanze di Montpellier con Alire Raffeneau Delile e Michel Félix Dunal, ad Avignone con Esprit Requien e nei Pirenei con George Bentham. Le piante che raccolse le mise nel suo vivaio.
Il genere Audibertia (famiglia Lamiaceae) è stato chiamato in suo onore.